# فلوئورید ایندیم (III)
فلوئورید ایندیم(III) (به انگلیسی: Indium(III) fluoride) با فرمول شیمیایی InF۳ یک ترکیب شیمیایی با شناسه پاب‌کم ۸۲۲۱۲ است. که جرم مولی آن ۱۷۱٫۸۲ g/mol می‌باشد. 